# Stephen McKeon
Stephen McKeon (20 marzo 1962) è un compositore irlandese.
Ha composto musiche per film e serie televisive, tra cui: Niko - Una renna per amico, Terre selvagge e The Clinic.

## Filmografia parziale

### Cinema
- Borstal Boy, regia di Peter Sheridan (2000)
- Amici per la vita (Cowboys & Angels), regia di David Gleeson (2003)
- Yasmin, regia di Kenneth Glenaan (2004)
- The Tiger's Tail, regia di John Boorman (2006)
- Niko - Una renna per amico (Niko - Lentäjän poika) - film d'animazione, regia di Michael Hegner e Kari Juusonen (2008)
- Ooops! Ho perso l'arca... (Ooops! Noah is Gone...) - film d'animazione, regia di Toby Genkel e Sean McCormack (2015)
- Il viaggio di Norm (Norm of the North) - film d'animazione, regia di Trevor Wall (2016)
- Terre selvagge (Pilgrimage), regia di Brendan Muldowney (2017)
- Hole - L'abisso (The Hole in the Ground), regia di Lee Cronin (2019)

### Televisione
- The Clinic - serie TV, 37 episodi (2003-2009)
- Poirot (Agatha Christie's Poirot) - serie TV, 8 episodi (2005-2008)
- Jack Taylor - serie TV, 8 episodi (2010)
- Hattie - film TV, regia di Dan Zeff (2011)
- Primeval - serie TV, 13 episodi (2011)
- Black Mirror - serie TV, 1 episodio (2011)

## Premi
- Irish Film and Television Award - vinto nel 2018 per Terre selvagge.[3]